# Мюнстер (административный округ)
Мюнстер (нем. Münster) — один из пяти административных округов (нем. Regierungsbezirk) земли Северный Рейн-Вестфалии в Германии.
Находится на севере земли. Образован в 1815 году. До 1946 года входил в состав прусской провинции Вестфалия. Первым президентом округа был Людвиг фон Винке. Административный центр — Мюнстер.

## Административное деление
Районы:
- Боркен
- Косфельд
- Рекклингхаузен
- Штайнфурт
- Варендорф

Города, приравненные к районам:
- Боттроп
- Гельзенкирхен
- Мюнстер